# Ritùartu

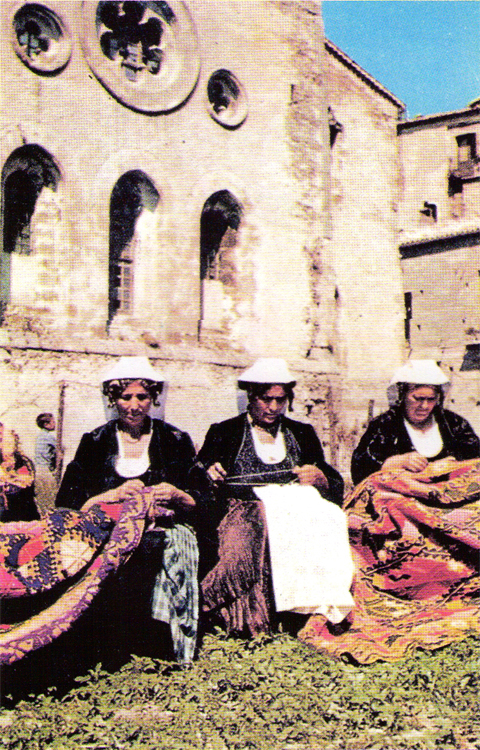
Pacchiane sangiovannesi

U Ritùartu è l'abito tradizionale femminile del comune di San Giovanni in Fiore, in provincia di Cosenza. Colei che lo indossa viene comunemente chiamata pacchiana (contadina).

## Origine
L'antropologo Raffaele Corso fece uno studio dettagliato sui costumi calabresi, definendo una chiara divisione localistica della Calabria in due zone distinte e due secondarie, a seconda del colore dominante degli abiti femminili. La prima zona comprendeva gli abiti del “panno scarlatto”, di origine arbëreshë; seguiva quella del "panno azzurro", all'estremo sud della regione. La seconda zona comprendeva l'area dell'"abito rosso", area del vibonese, e infine quella dell'"abito nero", l'area di San Giovanni in Fiore. Le origini del costume sangiovannese risalirebbero al 1600, quando il casale di San Giovanni in Fiore cominciò ad essere abitato.
Lo stile del costume richiama abiti monastici, anche se la scrittrice polacca Kazimiera Alberti definì il costume ”prezioso e sfacciato, tutt'altro che monastico”. Le teorie del colore e della costituzione del comune indicano la scelta dell'abito come una volontà da parte dei primi abitanti del paese di far portare alle donne un costume austero ed  impudico, che si sposasse nel miglior modo possibile con la religiosità del luogo. Anche se qualche studioso indica come l'austerità possa derivare da indicazioni date nel tempo dagli abati florensi, è molto improbabile che questi abbiano inciso sulla creazione e la scelta del costume femminile.
L'abito veniva indossato quando la ragazza aveva compiuto 15-16 anni ed era dunque ritenuta, da parte della famiglia, pronta per il matrimonio. Alla figlia venivano donati, da parte della madre, preziosi e alcuni gioielli, mentre i gioielli più importanti dovevano essere ricevuti in dote da parte del futuro marito.

## Il costume

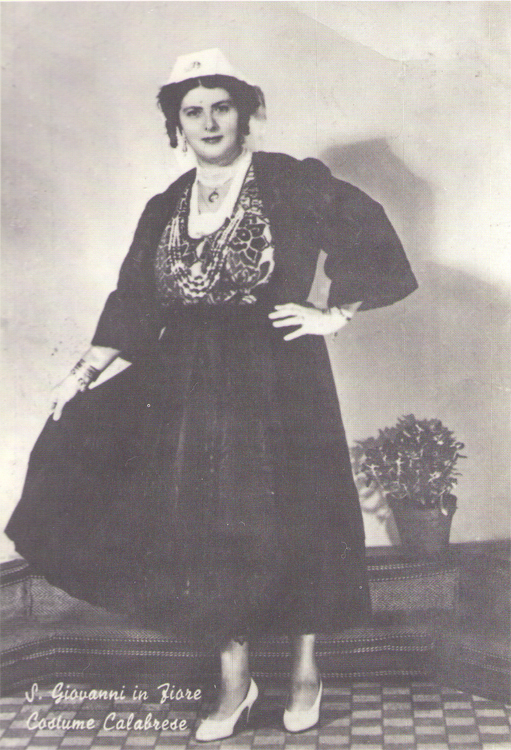
Pacchiana in posa

L'abito della Pacchiana è formato principalmente da una ricca e lunga gonna, un corpetto di velluto arabescato, maniche corte e larghe. È quasi sempre nero, viene completato da una camicetta bianca lavorata a mano che esce dalla scollatura e da un copricapo in lino (”u ritùartu“) che si allunga sino alle spalle. Possiamo suddividere l'abito in "indumenti interni" ed "indumenti di arricchimento".

### Indumenti interni
cozette 'ccu taccaglie ossia calze di lana tenute ferme all'altezza del ginocchio da un filo di lana; queste calze erano rigorosamente di colore nero

lanetta maglia interna di lana di pecora lavorata ai ferri, con mezze maniche e chiuse da due o tre bottoni

cammisa sottoveste bianca di lino molto larga in fondo; presenta una scollatura (scolla) e delle pieghe che mettono in risalto il seno; alla scolla si fissa tramite ferretto la "ncullerata"

ncullerata merletto di lino ottenuto da due strisce di stoffa lunghe poco più di 30 cm e larghe 4 cm; la 'ncullerata è abbellito esternamente da un pizzo ricamato

cammisola corpetto a doppio petto senza maniche, solitamente di colori vivaci sul vermiglio, imbottito al suo interno all'altezza del seno per meglio evidenziare la prosperità della donna; la scollatura è ampia e di forma circolare; esternamente è rivestito in velluto o seta, mentre il bordo è di ciniglia; all'interno presenta due piccole tasche utilizzate un tempo come portamonete o per custodire immaginette sacre e medagliette;

circhiu stoffa arrotolata messa intorno ai fianchi per meglio tenere stretta la cammisola

pettinu pezzo di stoffa inserito tra la cammisola e la ncullerata avente lo scopo do coprire il seno e non sporcare la cammisola

cinciudinu sottana dalle ridotte dimensioni in leggero cotone arricciata lungo i fianchi e formata da numerose piegoline; veniva indossata dalle donne più magre per darle una visione di maggiore robustezza

cinciudinu pezzo di stoffa arrotolato usato per tenere stretti i fianchi e tenere stretta la "cammisola"

suttana sottogonna in lana, (o flanella) o cotone, arricciata lungo i fianchi

### Indumenti esterni e di arricchimento

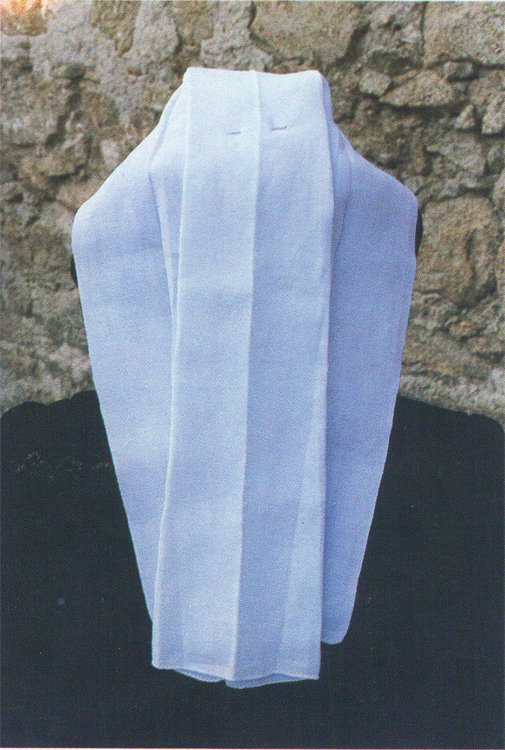
"U ritùartu"

nurura modellazione dei capelli in due ciocche intrecciate e pendenti lungo i lati del viso

jette modellazione dei capelli in due ciocche larghe poste dietro alle "nurura" e tenute legate da una cordina detta gnettaturu in alto, mentre tra di loro sono tenute da un'altra cordina chiamata sopragnettaturu

curpiettu giacchino corto di velluto nero (o con colori scuri) con maniche lunghe fino a metà braccio, aperto davanti, dal quale si vede la "cammisola" e la "cammisa"; il "corpetto" è spesso arricchito dalle mustre, ossia ampi risvolti delle maniche (alti oltre i 20 cm), tenuti sopra l'avambraccio

arcu fettuccia ricamata e impreziosita da pietre in madreperla

cammisùottu gonna nera di lana utilizzata nel periodo invernale

gunnella 'ccu chjicuni gonna lunga nera in lana, velluto o cotone (scelta considerata in base alla stagione), lungamente decorata e lavorata da molteplici pieghe (400/500 piegoline per gonna); al suo interno spesso veniva realizzato una tasca chiamata u cusciade

sinaliettu grembiule in seta formato da numerose pieghe e impreziosito da ricami, tenuto dinanzi alla "gunnella"

jennacca collana in oro formata da una serie di sfere, sempre in oro, di fili intrecciati; questo è il gioiello simbolo di San Giovanni in Fiore

perna collana formata da perline

### Rituartu
È un copricapo bianco di lino dalla quale prende nome l'interno abito tradizionale di San Giovanni in Fiore. Il pezzo di stoffa di lino solitamente è di misura 120 cm di lunghezza per 30 cm di larghezza. Viene ripiegato manualmente formando una serie di pieghe: una prima superiore la testa mentre altre due lateralmente per tutta la sua lunghezza. "U rituartu" scende lungo le spalle fino all'altezza delle scapole. Nel periodo di lutto della donna, "u rituartu" bianco viene sostituito da uno uguale nelle forma ma interamente di colore nero, assumendo il nome di manniele. Sopra di questo di posava un velo di nome mannarella. Nel periodo di lutto anche il "pettinu" si sostituiva con uno uguale di colore nero. Sempre nel periodo di lutto tutti gli ornamenti venivano tolti, specie i preziosi in oro, mentre la "jennacca" si toglieva in caso di lutto del consorte o di parenti prossimi. I preziosi venivano sostituiti da altri più semplici per lo più da perle.

## Il costume maschile
Abito maschile è il “Manto”, indossato sia dai ceti meno abbienti, per ripararsi dagli inverni gelidi e freddi della Sila, che dai signori del paese nelle grandi occasioni.

## Galleria d'immagini

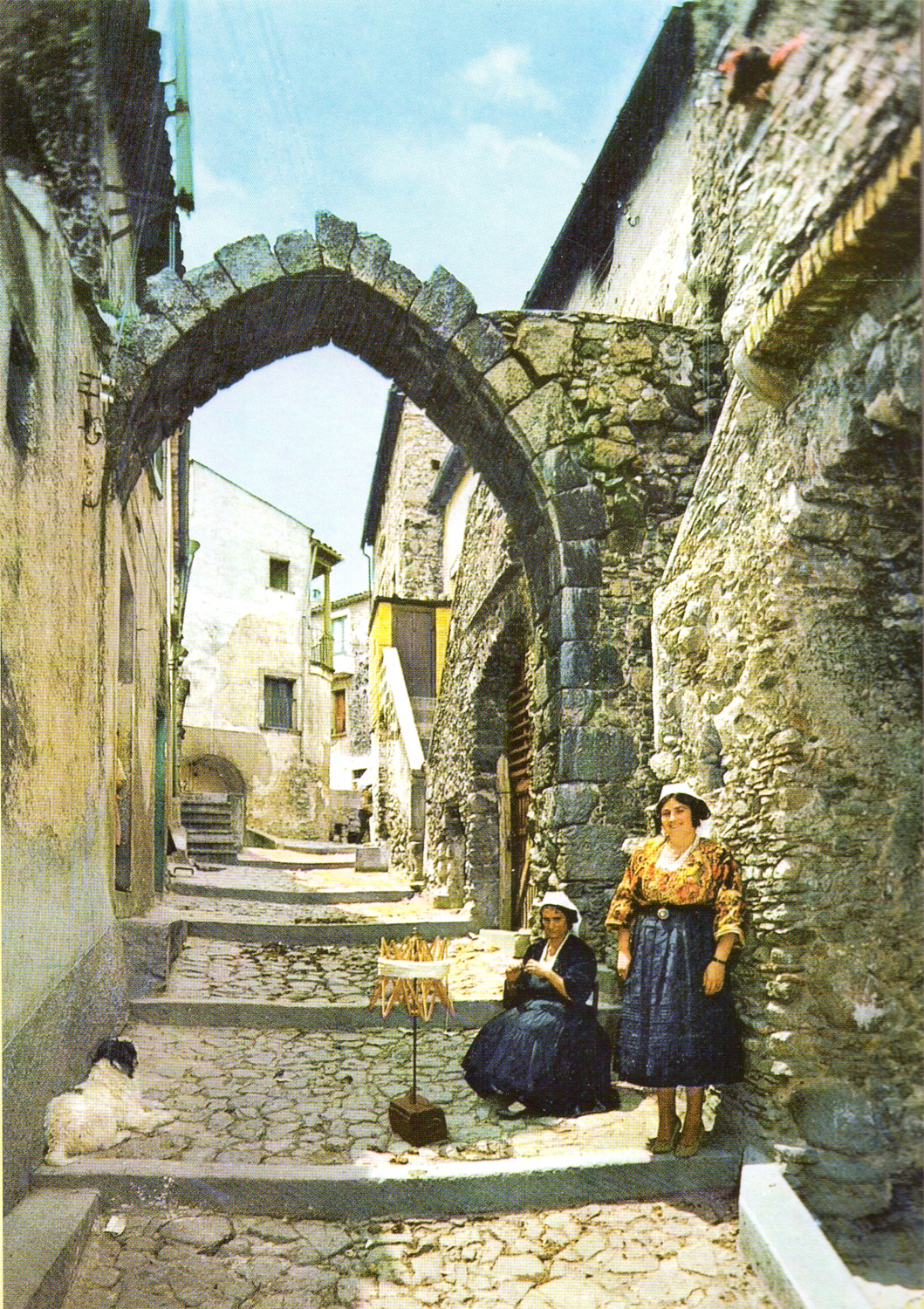
Cartolina anni '70
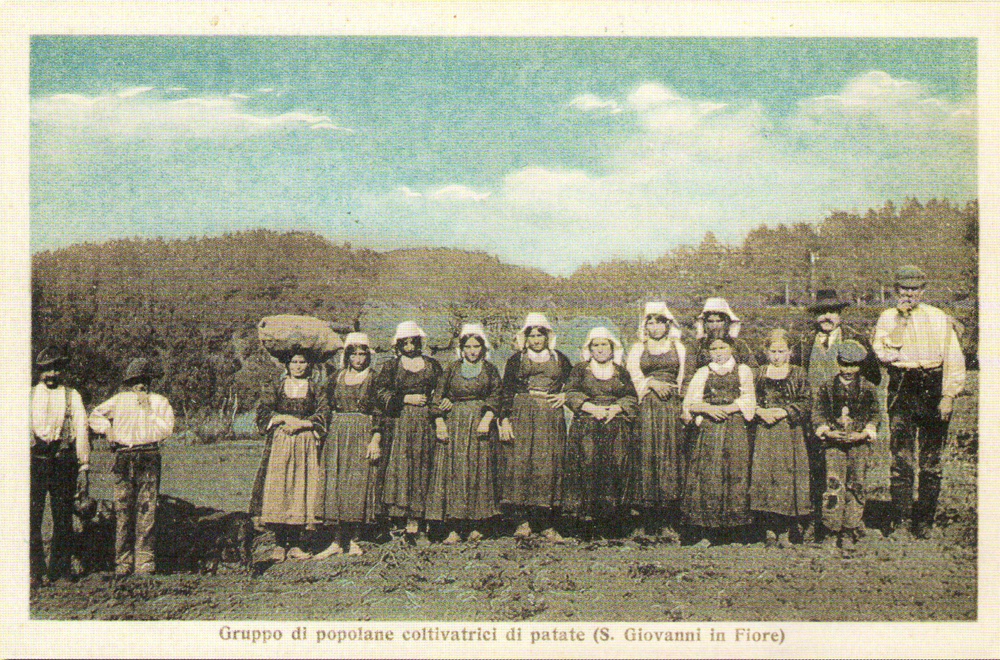
Pacchiane durante la raccolta delle patate